# 13ème Arrondissement
Das 13ème Arrondissement ist ein Arrondissement im Departement Littoral in Benin. Es ist eine Verwaltungseinheit, die der Gerichtsbarkeit der Kommune Cotonou untersteht und selbst ein Teil des beninischen Hauptortes Cotonou ist. Gemäß der Volkszählung von 2013 hatte das 13ème Arrondissement 68.486 Einwohner, davon waren 32.514 männlich und 35.972 weiblich.

## Geographie
Als Teil der Stadt Cotonou liegt das Arrondissement im Süden des Landes nahe am Atlantik und innerhalb der Stadt im westlichen Teil. Genau wie die Arrondissements 9 und 12 grenzt es an die Kommune Abomey-Calavi.
Das 13ème Arrondissement setzt sich aus 14 Stadtteilen zusammen:
1. Adjaha-Cité
2. Agla-Agongbomey
3. Agla-Akplomey
4. Agla-Figaro
5. Agla-Finafa
6. Agla-les Pylônes
7. Agla-Petit Château
8. Agla-Sud
9. Ahogbohouè-Cité de l’expérience
10. Ahogbohouè-Cité Eucaristie
11. Aibatin Kpota
12. Gbèdégbé
13. Houénoussou
14. Missité